# Hoang Minh Chinh
 (mars 2008).
Si vous disposez d'ouvrages ou d'articles de référence ou si vous connaissez des sites web de qualité traitant du thème abordé ici, merci de compléter l'article en donnant les références utiles à sa vérifiabilité et en les liant à la section « Notes et références ».
Trần Ngọc Nghiêm ou Hoàng Minh Chính (16 novembre 1922 - 7 février 2008) est un ancien homme politique vietnamien et dissident du régime. Il est l'une des plus grandes figures du Parti communiste vietnamien des années 1960 et occupe plusieurs postes clés du régime. À la fin des années 1960, il commence à critiquer les décisions prises par son propre parti et est envoyé pour cela trois fois en prison. 
Hoang est né 1922 dans la province de Nam Ha et rejoint la révolution communiste en 1937. Il s'initie plus tard à la politique en URSS pendant les années 1950.
De 1960 à 1967, il est nommé durant sa carrière politique à plusieurs rôles clés du régime parmi lesquels celui de vice-ministre de l'éducation et directeur de l'Institut marxiste de philosophie.
Il est opposé aux actions militaires contre le Viêt Nam sud et appelle à plus de démocratie dans les rangs du parti. Il serait devenu un membre et le secrétaire général du Parti démocratique vietnamien jusqu'à sa dissolution en 1986 et est banni par le gouvernement.
En 1967, Hoang écrit un document de deux cents pages critiquant les politiques menées par le Parti communiste et est envoyé à deux reprises en prison pour un total de onze ans et reste en résidence surveillée jusqu'en 1990. Cependant, il continue sa critique du parti et est incarcéré une troisième fois en 1995 et reste en résidence surveillée jusqu'à sa mort en 2008. 
Malgré la constante surveillance du gouvernement dont il fait l'objet dans sa résidence surveillée, il reste engagé dans les mouvements pro-démocratiques toute la fin des années 1990. 
En 2005, Hoang souffre de problèmes de santé. À sa grande surprise, le gouvernement accepte qu'il aille aux États-Unis pour être soigné du cancer du pancréas et retourne au Viêt Nam malgré l'opposition des médias vietnamiens après un discours devant la Chambre des représentants des États-Unis sur la situation du Viêt Nam et la répression des dissidents partisans de la démocratie et des droits de l'Homme. Après son retour, il est reporté qu'il ait été victime d'une attaque de sa résidence. Brièvement, il redevient membre du DPV.
Il meurt suite de son cancer du pancréas dans sa maison à Hanoi le premier jour du Têt.